# Port-Sainte-Marie
Port-Sainte-Marie – miejscowość i gmina we Francji, w regionie Nowa Akwitania, w departamencie Lot i Garonna.
Według danych na rok 1990 gminę zamieszkiwały 1864 osoby, a gęstość zaludnienia wynosiła 98 osób/km² (wśród 2290 gmin Akwitanii Port-Sainte-Marie plasuje się na 226. miejscu pod względem liczby ludności, natomiast pod względem powierzchni na miejscu 572.).